# استفان لواندوفسکی
استفان لواندوفسکی (انگلیسی: Stephan Lewandowsky؛ زادهٔ ۳ ژوئن ۱۹۵۸) دانشمند در زمینه روان‌شناسی اهل استرالیا است.